# Bohdan Galster
Bohdan Galster (ur. 16 grudnia 1931 w Warszawie, zm. 2 marca 1994) – polski rusycysta, profesor nauk humanistycznych, znawca literatury rosyjskiej pierwszej połowy XIX wieku, w tym epoki romantyzmu. 

## Życiorys
Ukończył VI Liceum Ogólnokształcące im. Tadeusza Reytana w Warszawie (1949) i filologię rosyjską na Uniwersytecie Warszawskim (1955). W 1960 doktoryzował się na UW na podstawie pracy Działalność literacka Rylejewa, a w 1969 uzyskał habilitację się na Uniwersytecie Wrocławskim na podstawie książki Mikołaj Gogol. W 1982 otrzymał tytuł profesora nadzwyczajnego, w 1993 profesora zwyczajnego.
W 1952 rozpoczął pracę w Instytucie Polsko-Radzieckim. Następnie pracował w Zakładzie Słowianoznawstwa PAN (obecnie Instytut Slawistyki PAN) i od 1971 na Uniwersytecie im. Adama Mickiewicza w Poznaniu, gdzie pełnił funkcję kierownika Zakładu Literatury Rosyjskiej i Radzieckiej. Wykładał również na Uniwersytecie Warszawskim i Uniwersytecie Mikołaja Kopernika w Toruniu. Twórczość Bohdana Galstera była wysoko oceniana przez specjalistów w zakresie literatury rosyjskiej Ryszarda Łużnego i Mariana Jakóbca, który w 1974 nazwał go „najwybitniejszym specjalistą w zakresie historii literatury rosyjskiej I połowy XIX wieku i jednym spośród kilku najlepszych znawców i badaczy tej literatury w ogóle”. 
Przygotował wydania krytyczne m.in. Bajek Iwana Kryłowa (1989) i Martwych dusz Nikołaja Gogola (1998). Członek zwyczajny Towarzystwa Naukowego Warszawskiego, członek Towarzystwa Literackiego im. Adama Mickiewicza i Poznańskiego Towarzystwa Przyjaciół Nauk. Wchodził w skład Komitetu Słowianoznawstwa PAN. W latach 1958–1969 był sekretarzem redakcji czasopisma „Slavia Orientalis”. Promotor pracy doktorskiej japońskiego rusycysty i polonisty Kōichiego Kuyamy (1990).
Pochowany na cmentarzu ewangelicko-augsburskim przy ul. Młynarskiej w Warszawie (aleja 12, rząd 1, grób 2).

## Publikacje książkowe
- Twórczość Rylejewa na tle prądów epoki, Wrocław 1963
- Mikołaj Gogol, Warszawa 1967
- Paralele romantyczne: polsko-rosyjskie powinowactwa literackie, Warszawa 1987